# Acanthorrhinum ramosissimum
Acanthorrhinum ramosissimum là một loài thực vật có hoa trong họ Mã đề. Loài này được Ernest Saint-Charles Cosson và Michel Charles Durieu de Maisonneuve mô tả khoa học đầu tiên năm 1855 dưới danh pháp Antirrhinum ramosissimum. Năm 1943 Werner Hugo Paul Rothmaler chuyển nó sang chi Acanthorrhinum.

## Phân bố
Loài này có tại Algérie, Libya, Mauritanie, Maroc, Tunisia, miền tây Sahara.